# Okura (mangaka)
Pour les articles homonymes, voir Okura (homonymie).
Okura (おくら) est un mangaka et scénariste japonais.

## Biographie
Okura étant lui-même gay et constatant que la représentation des homosexuels dans les mangas se résume soit à des personnages caricaturaux, soit à des œuvres érotiques, il choisit dans ses mangas Comme sur un nuage puis Je crois que mon fils est gay de représenter la vie quotidienne de personnages gays ordinaires,.
À défaut de trouver un éditeur au Japon, étant donné que ses histoires sont considérées comme trop proches des histoires avec des personnages hétéroromantiques, Okura publie d'abord ses œuvres sur son site web entre 2009 et 2012, avant que ceux-ci ne gagnent internationalement en notoriété. En 2017 Square Enix contacte le mangaka pour publier ses œuvres sous leur édition. Il sort ainsi en manga papier en 2017 Comme sur un nuage, puis en 2019 Je crois que mon fils est gay.